# Cairano
Cairano är en ort och kommun i provinsen Avellino i regionen Kampanien i Italien. Kommunen hade 313 invånare (2017).